# سایوز ۲۵
سایوز-۲۵ (به روسی: Союз 25)(به معنای اتحاد ۲۵) اولین مأموریت سرنشین دار سازمان فضایی شوروی به مقصد ایستگاه فضایی سالیوت۶ بود. این مأموریت به دلیل عدم موفقیت در اتصال به ایستگاه فضایی سالیوت۶ شکست خورد و فضانوردان به زمین بازگشتند. سایوز۲۵ قرار بود با ثبت حضور ۹۰ روزه انسان در فضا رکورد جدیدی در تاریخ فضانوردی رقم بزند. شکست در این مأموریت برای دستگاه های تبلیغاتی شوروی بسیار گران تمام شد چرا که آن ها این مأموریت را با مأموریت های مهمی مثل اسپوتنیک۱ و وستوک۱ در یک سطح از اهمیت نشان داده و بسیار آن را برجسته کرده بودند و قرار بود این مأموریت در ۶۰ امین سالگرد انقلاب روسیه به وقوع بپیوندد.

ایستگاه فضایی سالیوت۶ پیشرفته تر از سالیوت۵ بود و به آن یک درگاه جدید برای اتصال فضاپیمای دوم اضافه شده بود. بعد از ۵ بار تلاش فضانوردان برای اتصال به ایستگاه و عدم حصول موفقیت، فضانوردان دستور بازگشت به زمین را از واحدهای زمینی دریافت کردند و این مأموریت موجب به ایجاد قانون جدیدی شد که حداقل یکی از فضانوردان پروازهای فضایی باید سابقه یک مأموریت فضایی را داشته باشد. قانونی که تا مأموریت سایوز تی ام۱۹ در سال ۱۹۹۴ همچنان برقرار بود.

## خدمه مأموریت
| شماره | نام                | ملیت               | تعداد پرواز | نقش         | تصویر |
| ۱     | ولادیمیر کوالیونوک | اتحاد جماهیر شوروی | ۱           | فرمانده     |       |
| ۲     | والری ریومین       | اتحاد جماهیر شوروی | ۱           | مهندس پرواز |       |